# Denis Jewgenjewitsch Kapustin

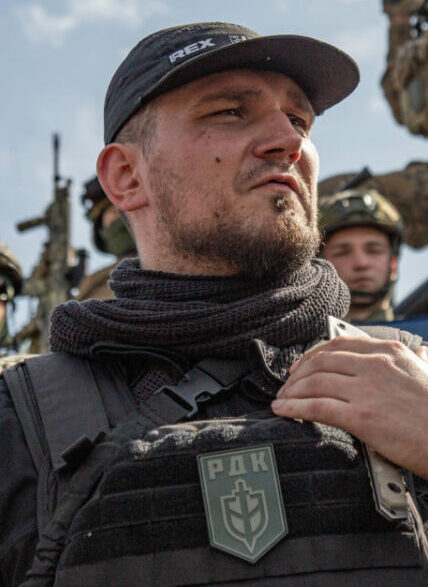
Denis Kapustin alias Nikitin (2023)

Denis Jewgenjewitsch Kapustin alias Denis Nikitin (russisch Денис Евгеньевич Капустин alias russisch Денис Никитин; * 6. März 1984 in Moskau) ist ein russisch-deutscher Rechtsextremist, Hooligan und Kampfsportler sowie eine Führungsperson des Russischen Freiwilligenkorps, das nach dem russischen Überfall auf die Ukraine im August 2022 entstand und seit 2023 zeitweise an der Seite der Ukraine kämpft.

## Kindheit und Ausbildung
Denis Jewgenjewitsch Kapustin wurde 1984 in Russland geboren.
Im Oktober 2018 gab er sein Alter (bei seinem letzten Martial-Arts-Wettkampf in Ostritz) allerdings mit 30, d. h. sein Geburtsjahr als 1988, und damit vier Jahre jünger an. Auch seine angeblich jüdische Herkunft ist umstritten. Im Jahr 2001 kam er als 16-Jähriger mit seiner Familie als jüdischer Kontingentflüchtling nach Köln-Chorweiler, wo er Fußball spielte. Mitte der 2000er-Jahre sammelte er erste Gewalterfahrungen in der Ultras-Szene des 1. FC Köln. Er wandte sich danach dem Kampfsport zu.

## Karriere
2008 gründete er die in Deutschland nicht eingetragene Bekleidungsmarke White Rex. Das Mode-Label organisiert und unterstützt Kampfsportveranstaltungen in ganz Europa.
Kapustin ging wieder nach Russland zurück. Mit 26 Jahren, im Jahre 2010 wurde er Mitglied bei der „Jaroslawka“ im Umfeld von ZSKA Moskau. In Moskau entwickelte Kapustin sich zu einer Größe der noch weitaus brutaleren dortigen Hooligan-Szene.
Es gibt Mutmaßungen, dass er der Anführer einer Gruppe russischer Hooligans war, die im Sommer 2016 an der Fußball-Europameisterschaft in Marseille Jagd auf Engländer gemacht und mehrere schwer verletzt hätten.
Gute Kontakte pflegt Kapustin zu Thorsten Heise und Tommy Frenck, auf dessen Rechtsrockfestival er 2017 im thüringischen Themar eine Rede hielt. Entstanden ist ein internationales Netzwerk durchtrainierter Rassisten, Hooligans und Neonazis. Zudem verfügt er durch seine Marke über Kontakte in die Fanszenen von Legia Warschau sowie Sparta Prag. Im Frühjahr 2018 trafen er und Olena Semenjaka beim MMA-Kampf in Kiew den Amerikaner Robert Rundo, Begründer des Rise Above Movement, mit dem er ab 2021 einen Podcast veröffentlichte.
2017 trat der 1,88 Meter große und 106 Kilogramm schwere Kampfsportler immer wieder als Sponsor von Kampfevents auf, mehrfach etwa in Rom, Lyon oder Athen.
Seit 2017 ist in der Schweiz Florian Gerber, Vizechef der rechtsextremen „Partei National Orientierter Schweizer“ (PNOS) für Kapustins Onlinehandel verantwortlich. In der Oberpfalz betreibt Patrick Schröder, der auch das Onlineportal FSN betreibt, Kapustins Store. Im südkalifornischen Huntington Beach vertrieb der Rechtsextremist Robert Rundo bis 2018 über den Onlinestore The Right Brand Kapustins Bekleidungslinie.
Im Oktober 2018 hielt er beim sogenannten „Kampf der Nibelungen“, einer von Neonazis organisierten Veranstaltungsreihe der „Mixed Martial Arts“ (MMA), im sächsischen Ostritz eine Rede.
Die Polizei ermittelte regelmäßig gegen ihn wegen mutmaßlich krimineller Geschäfte in Osteuropa. 2019 erwirkten die Sicherheitsbehörden in Nordrhein-Westfalen gegen ihn ein Einreiseverbot für den Schengen-Raum.
Kapustin war ein Mitarbeiter des russischen Neonazis Maxim „Tessak“ Marzinkewitsch.

### Ukrainekrieg, 2022–dato
Seit 2022 ist er Führungsperson des umstrittenen Russischen Freiwilligenkorps in der Ukraine. Die russische Justiz wirft ihm vor, am 2. März 2023 einen Anschlag in der russischen Oblast Brjansk verübt zu haben. Laut Mediazona wurde gegen ihn ein Verfahren wegen Terroranschlags, Beteiligung an den Aktivitäten einer Terrororganisation und illegalen Sprengstoffhandels eröffnet.
Kapustin sieht sich selbst als Nationalist, der ein ethnisch reines Russland anstrebt, identifiziert sich nach eigener Aussage weder mit dem Neonazismus noch der White Supremacy. Als Ziel seiner Gruppierung sieht er die Zersplitterung von Russland in verschiedene Nachfolgestaaten.
Ab Mai 2023 trat Kapustin im Zusammenhang mit dem Angriff auf die Oblast Belgorod 2023 verstärkt in der Öffentlichkeit auf. Der kanadische Journalist Michael Colborne, der seit Jahren zu Kapustin recherchiert, hat sich skeptisch zur militärischen Schlagkraft der sogenannten RDK geäußert. Er meint, dass sie „viel mehr daran interessiert zu sein scheinen, Social-Media-Inhalte zu erstellen als alles andere“.

## Privatleben
Kapustin hat 2017 seine Aufenthaltserlaubnis für Deutschland aufgrund seiner Hooligan-Aktivitäten verloren und lebt seither in der Ukraine.